# Theope phaeo
Theope phaeo is een vlindersoort uit de familie van de prachtvlinders (Riodinidae), onderfamilie Riodininae.
Theope phaeo werd in 1865 beschreven door Prittwitz.